# 199号弗吉尼亚州州道
維吉尼亞州199號高速公路位於美國維吉尼亞州半島地區。它形成了一個14英哩長的半圓，包住了威廉斯堡的南部。2004 年，這被命名為Humelsine大路，以紀念Carlise H. Humelsine、一位前殖民地威廉斯堡的館長和總統。
主要交叉點
- 跨境64在詹姆斯市縣的Lightfoot出口234

- 美國高速公路60 (威廉斯堡的西邊)在詹姆斯市縣的Lightfoot

- 維吉尼亞州際高速公路5 在威廉斯堡

- 維吉尼亞州際高速公路31 在威廉斯堡(至詹姆斯鎮輪渡)

- 美國高速公路60 (威廉斯堡的東邊) 在詹姆斯市縣

- 維吉尼亞州際高速公路143 在詹姆斯市縣

- 跨境64 在約克縣 的出口242

- 殖民地大路在約克縣

- 維吉尼亞次要路線641 Penniman 路在約克縣